# Madagascar (film)
Madagascar è un film d'animazione del 2005 co-sceneggiato e diretto da Eric Darnell e Tom McGrath.
Prodotto da DreamWorks Animation, Madagascar uscì nelle sale statunitensi il 27 maggio 2005, ricevendo recensioni contrastanti da parte della critica, con elogi alla grafica e al fascino, ma critiche alla storia e all'umorismo. Tuttavia, è stato un successo al botteghino e il sesto film con il maggior incasso del 2005. Il film ha lanciato un franchise che include i sequel diretti Madagascar 2 (2008) e Madagascar 3 - Ricercati in Europa (2012), lo spin-off I pinguini di Madagascar (2014), diversi cortometraggi, serie televisive e special, videogiochi, attrazioni e spettacoli dal vivo.

## Trama
Il leone Alex, la zebra maschio Marty, l'ippopotamo femmina Gloria e la giraffa maschio Melman vivono insieme nello zoo di Central Park a New York. 
Alex il leone, soprannominato "Re di New York", è la star al centro dell'attenzione dei visitatori, esibendosi in pose e balli. È totalmente innocuo in quanto ben nutrito a bistecche.    
Un giorno quattro pinguini, anch'essi ospiti dello zoo - il capo Skipper, Rico, Kowalski e Soldato - tentano di scappare verso l'Antartide scavando un tunnel, ma finiscono per sbaglio nel recinto di Marty, a cui accennano in segreto il loro piano. Quella notte Marty festeggia inquieto il suo decimo compleanno insieme agli amici, mentre comincia a pensare al mondo al di fuori delle mura dello zoo, con la disapprovazione degli altri; poi ammira il murales davanti al suo recinto raffigurante un paesaggio incontaminato e inizia a desiderare di scappare a sua volta. Così la zebra fugge di nascosto. Alex, Gloria e Melman vanno alla sua ricerca: fuggono anche Mason e Phil, due scimpanzé dello zoo.
Gli amici prendono la metropolitana, suscitando terrore nei passeggeri, ed arrivano al Grand Central Terminal, dove vengono attaccati da "Nana", una vecchietta furiosa. Riescono a ritrovare Marty, solo per essere subito circondati da dei poliziotti. Alex cerca di spiegare la situazione agli agenti che, credendolo violento, addormentano gli animali con freccette narcotizzanti e li catturano insieme ai pinguini e agli scimpanzé.  
A seguito di tali eventi, che scatenano le proteste degli animalisti (i quali considerano il leone un eroe per essere fuggito dalla cattività dello zoo), gli animali vengono chiusi in delle casse ed imbarcati su una nave diretta ad una riserva naturale in Kenya. Durante il viaggio i pinguini, avendo saputo dagli scimpanzé che la nave non è diretta in Antartide, aprono il lucchetto della loro cassa, atterrano gli uomini dell'equipaggio e prendono il controllo della nave per dirigersi verso la loro meta, ma non riescono a manovrarla e finiscono per far cadere le casse di Marty, Alex, Gloria e Melman in mare.  
I quattro si ritrovano su una spiaggia, dove scoprono dei lemuri, guidati dall'autoproclamato re Julien, accompagnato dai suoi due consiglieri: Maurice, saggio e riflessivo, e Mortino, piccolo e vivace. I lemuri vivono tutti su un gigantesco baobab, dove è intrappolato un aereo precipitato con ancora all'interno gli scheletri dei passeggeri. Re Julien non riesce ad imporre il proprio dominio su tutta l'isola a causa dei fossa, che da anni terrorizzano i lemuri uccidendoli ed interrompendo le loro feste. Ma notando che i fossa scappano alla vista del leone, re Julien decide di diventare amico suo e degli altri animali per ottenere difesa, perciò accoglie i protagonisti con calore. Dopo aver capito tramite i lemuri di non trovarsi nello zoo di San Diego ma bensì in Madagascar, nella natura più incontaminata, Marty è felice per aver realizzato il suo desiderio mentre Alex, disperato, vuole assolutamente tornare a New York: tra i due si scatena inevitabilmente un'accesa diatriba.
Il leone divide la spiaggia in due parti: quella di Marty, chiamata "parte selvaggia", e quella propria, di Gloria e di Melman, chiamata "parte civilizzata". Mentre la zebra si diverte e costruisce una lussureggiante capanna di foglie, Alex, Gloria e Melman lavorano ad un piano del leone: la notte, dopo ore di lavoro, Alex, nostalgico, crea una copia della Statua della Libertà in legno e paglia intendendo di usarne la fiaccola come fuoco di segnalazione per attirare l'attenzione di eventuali soccorritori.
Questo piano fallisce, perché Melman, dopo essere riuscito ad accendere il fuoco strofinando due legnetti, si distrae e brucia accidentalmente la statua; alla fine lui e Gloria vanno con Marty. Non avendo altre opzioni, Alex si riunisce infine a Marty e gli altri e tenta di adattarsi alla natura. I pinguini intanto arrivano con la nave in Antartide, ma scoprono che, a dispetto della loro natura, il ghiaccio ed il freddo non fanno per loro, quindi decidono di tornare a New York. 
Alex e Marty, ora riappacificati, corrono liberi e divertiti nello spazio aperto del Madagascar e tengono i lemuri al sicuro dai fossa. Alex è però sempre più affamato e manifesta sempre di più i suoi istinti animaleschi, mettendo a dura prova l'amicizia con Marty. Ad un certo punto, offuscato dalla fame, Alex comincia a vedere tutti come bistecche e morde l'amico sul sedere. Maurice, il quale fin dall'inizio non era convinto che Alex fosse così buono come i suoi simili credevano, spiega che il leone è un carnivoro e che il suo posto è solo tra quelli che seguono la natura di carnivori, cioè tra i fossa. Il leone, ormai completamente sopraffatto dalla fame, perde il controllo e inizia ad attaccare i presenti, seminando il panico. Julien e Maurice, trovato rifugio sopra una palma, tirano una noce di cocco in testa ad Alex, facendolo tornare in sé. Sconvolto per quello che gli sta succedendo, Alex scappa via nella terra dei fossa.
Intanto Marty, Melman e Gloria, dopo aver osservato la durezza della natura, tornano alla spiaggia, con Marty che si sente responsabile per tutto ciò che è accaduto. Qui, sconsolati, i tre scorgono la nave su cui erano stati imbarcati, pilotata ancora dai pinguini. Marty, pur rischiando di essere mangiato dall'inferocito Alex, va a recuperarlo per condurlo alla nave. I pinguini, notandoli da lontano, sbarcano sulla spiaggia e organizzano un piano di salvataggio a cui collaborano anche Gloria e Melman. Marty arriva nel territorio dei fossa e cerca di convincere Alex a seguirlo, ma il leone, convintosi di essere un mostro e di doversi tenere lontano dalla civiltà, si rifiuta. I fossa alla vista della zebra attaccano: lui viene salvato da Melman e dai pinguini, i quali però rischiano a loro volta di essere uccisi dai fossa. Proprio quando sembra che sia giunta la fine interviene Alex, che salva i suoi amici mettendo in fuga i fossa, battendo così la loro minaccia. Per celebrare la vittoria, i lemuri danno una festa in onore di Alex, Marty, Melman e Gloria.
Durante la festa tutti gli animali bevono (e sputano) i cocktail di acqua marina di Marty, mentre i pinguini offrono del sushi ad Alex, che dopo averlo assaggiato lo ritiene ancora meglio della carne e afferma che da quel momento in poi non mangerà più bistecche ma solo pesce.  
Dopo la festa, i quattro amici si imbarcano sulla nave, con l'intento di tornare a New York. Tuttavia i pinguini, parlando mentre prendono il sole sulla spiaggia, affermano che la nave ha finito il carburante.  

## Cast
- Ben Stiller come Alex, un leone buono, vanitoso e pieno di energia. Tom McGrath ha spiegato che "Ben Stiller è stato il primo attore a cui abbiamo chiesto di partecipare e sapevamo che volevamo che il suo personaggio, Alex, fosse un grande leone con un lato vulnerabile."[1] Doppiatore italiano: Ale Besentini.
- Chris Rock come Marty, un maschio di zebra delle pianure ottimista e positivo. McGrath ha spiegato che il personaggio: "Marty è un ragazzo che pensa che potrebbe esserci di più nella vita di quello che c'è nello zoo. Volevamo che fosse energico, quindi abbiamo ascoltato Chris Rock."[1] Doppiatore italiano: Franz Villa.
- David Schwimmer come Melman, un maschio di giraffa reticolata fortemente ipocondriaco e pauroso ma gentile e di buon cuore. Quando stavano cercando un doppiatore per Melman, hanno ascoltato la voce di Schwimmer e, secondo McGrath, hanno pensato che "suonasse davvero bene."[1] Doppiatore italiano: Fabio De Luigi.
- Jada Pinkett Smith come Gloria, un ippopotamo femmina bella, forte, sicura di sé e dolce. McGrath ha detto di aver trovato tutti questi tratti nella voce di Pinkett Smith, quando l'hanno ascoltata.[1] Doppiatrice italiana: Michelle Hunziker.
- Sacha Baron Cohen come Re Julien XIII, un lemure dalla coda ad anelli che si è auto-proclamato re dei propri simili. Re Julien era inizialmente pensato solo come un personaggio "da due battute" fino a quando, alla propria audizione, Baron Cohen ha improvvisato otto minuti di dialogo con un accento indiano.[2] Doppiatore italiano: Oreste Baldini.
- Cedric the Entertainer come Maurice, un aye-aye consigliere reale di Re Julien (che Julien ascolta raramente, anche se spesso si rivela avere ragione). Doppiatore italiano: Roberto Draghetti.
- Andy Richter come Mortino, un microcebo di Goodman. Si comporta in maniera infantile. Doppiatore italiano: Massimiliano Alto.
- Tom McGrath come Skipper, il capo dei pinguini. McGrath, regista e sceneggiatore del film, inizialmente ha prestato la sua voce solo alle tracce temporanee.[3][4] Robert Stack è stato contattato per dare voce al personaggio, ma è morto prima dell'inizio della produzione dell'animazione, e la sua voce temporanea è stata mantenuta.[5][6][7] Doppiatore italiano: Luigi Ferraro.
- Chris Miller come Kowalski, un pinguino intelligente e il braccio destro di Skipper.[3] Doppiatore italiano: Gerolamo Alchieri.
- Jeffrey Katzenberg come Rico, un pinguino silenzioso che si esprime solo attraverso grugniti e strilli.[3] Doppiatore italiano: Pasquale Anselmo.
- Christopher Knights come Soldato, un pinguino desideroso e umile. Knights è stato anche assistente al montaggio del film.[3] Doppiatore italiano: Franco Mannella.
- Conrad Vernon come Mason, uno scimpanzé (è presente anche un altro scimpanzé, Phil, che però non parla mai). Doppiatore italiano: Massimo Bitossi.
- Eric Darnell e Tom McGrath come i fossa. Nemici naturali dei lemuri, infestano una zona rocciosa nell'entroterra dell'isola.
- Elisa Gabrielli come Nana, un'anziana newyorkese che si dimostra estremamente violenta con Alex, riuscendo a metterlo in difficoltà. La Gabrielli ha modellato la voce di Nana sulle nonne russe e ungheresi e sul suo patrigno, anche se all'inizio non pensava che la sua voce sarebbe stata mantenuta nel film finito.[8] Doppiatrice italiana: Cristina Grado.

## Produzione
All'inizio del 1998, tra i progetti della DreamWorks, c'era un film intitolato Rockumentary; sarebbe stato la storia di 4 pinguini (tutti e 4 caricature dei Beatles) che avevano successo nel mondo come musicisti. Tuttavia il film venne cancellato in quanto si pensava che come idea non potesse funzionare. Quando iniziò la produzione di Madagascar, il regista Eric Darnell decise di riprendere i pinguini protagonisti di Rockumentary e di trasformarli nei 4 pinguini del film.
Il film contiene diverse canzoni di vari artisti, con una colonna sonora composta da Hans Zimmer. È presente inoltre un rifacimento di "I Like to Move It" interpretato da Cohen che da allora è diventato un tema musicale ricorrente per tutta la serie.      
Per realizzare il film è stata necessaria una troupe di 240 persone. Per le ambientazioni gli artisti della DreamWorks si sono ispirati a pittori e fotografi contemporanei come Michael Sowa, John Register, Alfred Stieglitz e Henri Rousseau.
Il presidente del Madagascar, Marc Ravalomanana, ha visitato gli studi della DreamWorks durante la lavorazione del film.

## Distribuzione
È uscito nelle sale cinematografiche americane il 27 maggio 2005, mentre in quelle italiane il 31 agosto dello stesso anno.

### Edizione italiana
L'edizione italiana del film è stata diretta da Massimiliano Alto, mentre i dialoghi sono di Carlo Valli; il doppiaggio italiano venne eseguito dalla Cast Doppiaggio S.r.l.  e la sonorizzazione è stata affidata alla SEFIT - CDC.
Al doppiaggio italiano hanno partecipato Ale e Franz nei ruoli di Alex e Marty, e Fabio De Luigi e Michelle Hunziker in quelli di Melman e Gloria.

## Accoglienza

### Incassi
Il film è stato un successo commerciale, avendo incassato 193595521 $ in Nordamerica e 348468325 $ nel resto del mondo, per un totale di 542064525 $. Ad aprile 2019, il film è il nono film di maggior incasso della DreamWorks Animation negli Stati Uniti, dietro i quattro film di Shrek, Dragon Trainer, Madagascar 3, Kung Fu Panda e Mostri contro alieni. In Italia ha incassato 21199208 €.

### Critica
Su Rotten Tomatoes, il film ha ricevuto un punteggio di approvazione del 55% basato su 192 recensioni, con una valutazione media di 6,1/10; il consenso recita: "Sebbene la sua storia sia problematica in alcuni punti e il suo umorismo sia incostante per la folla adulta, Madagascar vanta immagini impressionanti e un fascino abbastanza audace da intrattenere i bambini." Su Metacritic, il film ha un punteggio di approvazione di 57/100 basato su 36 recensioni che rientrano nella categoria "miste o medie".

## Riconoscimenti
- 2006 – Saturn Award
  - Candidatura per miglior film di animazione
- 2005 – Critics' Choice Movie Award
  - Candidatura per miglior film d'animazione
- 2006 – Annie Award
  - Candidatura per miglior film d'animazione
  - Candidatura per migliori effetti animati a Matt Baer, Rick Glumac e Martin Usiak
  - Candidatura per miglior character design a Craig Kellman
  - Candidatura per miglior colonna sonora a Hans Zimmer
  - Candidatura per miglior scenografia a Yoriko Ito
  - Candidatura per miglior storyboarding a Tom McGrath e Catherine Yuh Rader
- 2006 – People's Choice Awards
  - Candidatura per miglior film per la famiglia
- 2005 – St. Louis Film Critics Association
  - Candidatura per miglior film d'animazione/commedia/musical
- 2005 – Teen Choice Award
  - Candidatura per miglior film d'animazione/generato al computer
- 2005 – Visual Effects Society
  - Candidatura per miglior personaggio animato (Re Julien) a Rex Grignon e Denis Couchon
- 2006 – ASCAP Award
  - Top Box Office Films a Hans Zimmer
- 2005 – Artios Award
  - Candidatura per miglior casting per un film d'animazione a Leslee Feldman
- 2005 – Golden Trailer Awards
  - Candidatura per miglior film d'animazione/per la famiglia
- 2006 – Kids' Choice Awards
  - Miglior film d'animazione
  - Miglior doppiaggio a Chris Rock
  - Candidatura per miglior doppiaggio a Ben Stiller
- 2006 – Golden Reel Award
  - Candidatura per miglior montaggio sonoro in un film d'animazione
- 2006 – PGA Award
  - Candidatura per miglior produttore a Mireille Soria
- 2005 – Washington D.C. Area Film Critics Association Awards
  - Candidatura per miglior film d'animazione
- 2005 – BET Comedy Awards
  - Candidatura per miglior performance in un film d'animazione a Jada Pinkett Smith
  - Candidatura per miglior performance in un film d'animazione a Chris Rock
- 2006 -– MTV Movie Awards, Russia
  - Miglior film d'animazione
- 2006 – Online Film Critics Society Award
  - Candidatura per miglior film d'animazione

## Sequel
Successivamente sono stati girati due sequel: Madagascar 2 (2008) e Madagascar 3 - Ricercati in Europa (2012), e uno spin-off, I pinguini di Madagascar (2014), ambientato dopo gli eventi del terzo film, e uscito in seguito alla produzione dell'omonima serie televisiva spin-off.